# هواية العناية بالحيوانات

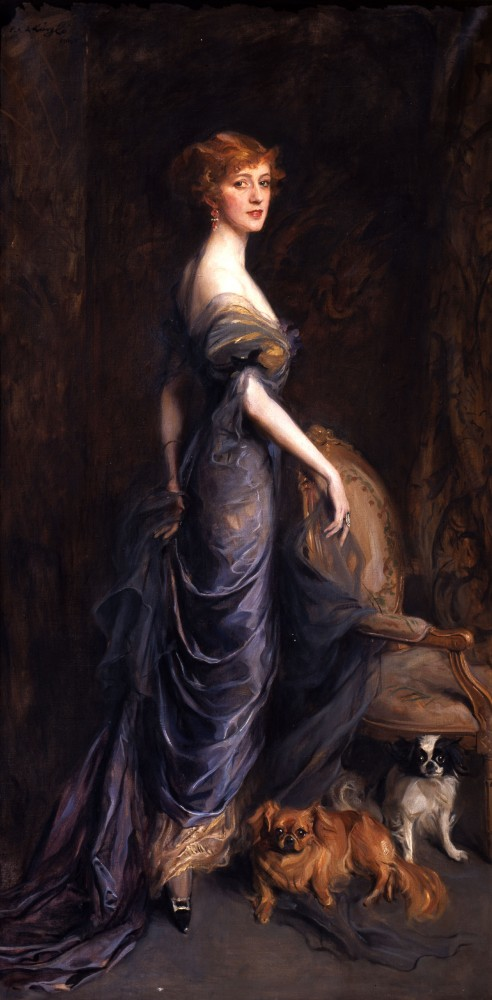

العناية بالحيوانات هواية تتضمن تربية حيوان منزلي أو حيوان مستأنس.
قد تشمل هذه العملية امتلاك الحيوانات واستعراضها وإشراكها في مسابقات أخرى ورعايتها. قد يجمع الهواة ببساطة عينات من الحيوانات في حظائر مناسبة كالأحواض المائية والحظائر والأقفاص. بعض الهواة الذين تتوافر لديهم الوسائل الخاصة يكوّنون مزارع أو حتى حديقة حيوانات صغيرة. كما توجد العديد من النوادي والجمعيات لهواة رعاية الحيوانات حول العالم يمتلك أعضاؤها العديد من الحيوانات المنوعة بدءاً من الحمامة حتى الذئاب. كما قد لا يملك بعض الأعضاء أي حيوانات على الإطلاق.